# Veludo

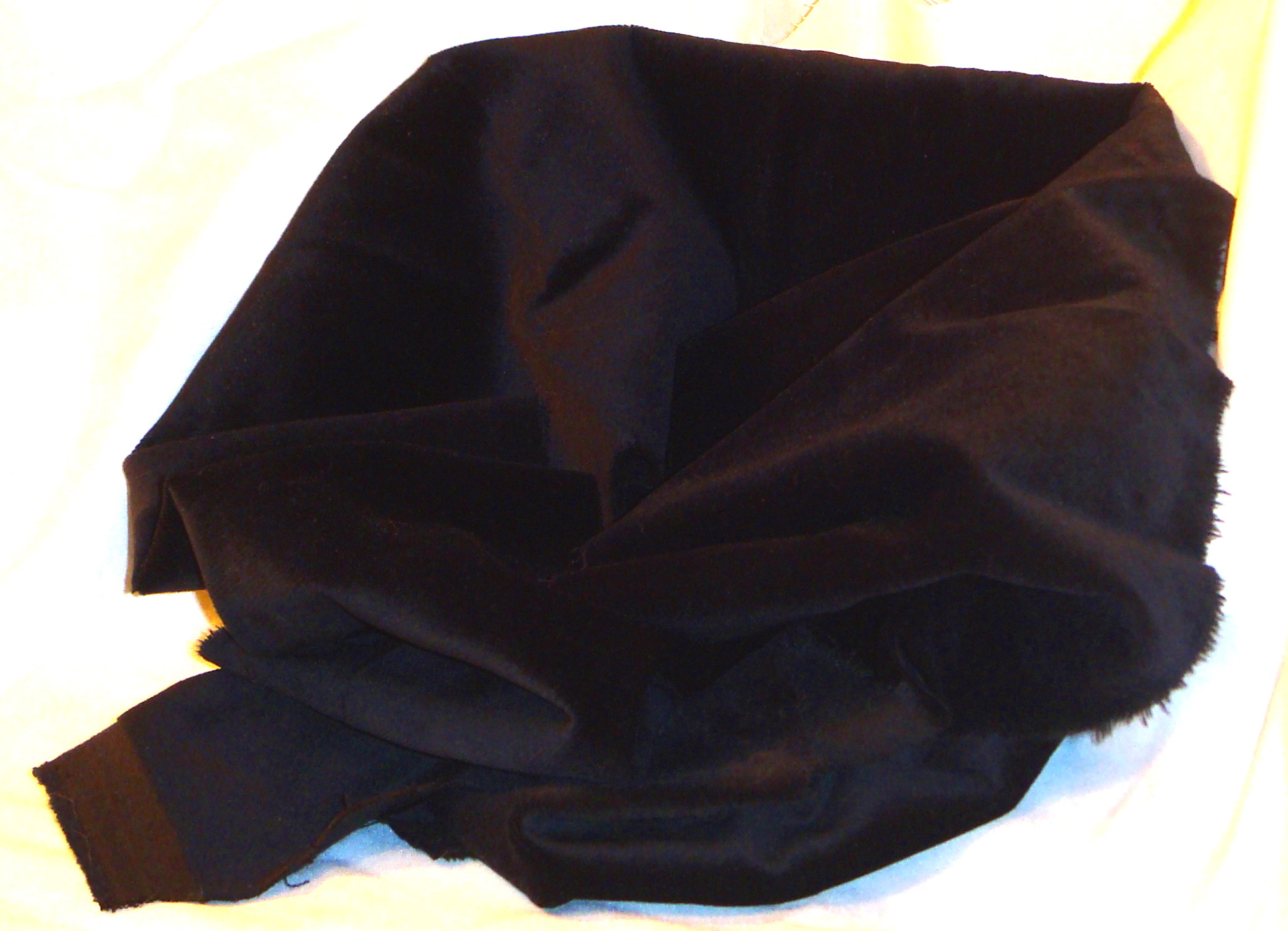
Veludo preto

O veludo é um tipo de tecido macio e de pelos curtos, podendo ser feito de seda ou de algodão. Na etimologia da palavra, tem-se que ela vem do Latim vellutus, que significa “cheio de pelos, hirsuto”, ou de vellus, “pele de animal”. Esse tecido tem origem na Índia, tendo sido muito popular entre a elite da Europa por volta dos séculos XIII e XIV. Sempre vinculado ao luxo e ao poder, o rei inglês Henrique IV, no século XV, proibiu pessoas que não fossem nobres de usar o tecido. Assim, o veludo manteve, através dos séculos, uma imagem de riqueza e sofisticação. 

## Tipos de veludo
Dentre as diversas variações desse tecido, temos: o tipo cotelê (que é estriado, de algodão ou raiom). Até o século XIX, era associado a cavalariços e lavradores, tendo sido utilizado na confecção de calções, casacos e trajes de caça. No século XX, firmou-se na moda esportiva para o dia-a-dia, aparecendo principalmente em calças, paletós e jaquetas masculinas, femininas e infantis. No fim do século, foi enriquecido pelo fio stretch em sua trama, o que lhe conferiu maior conforto. 
O veludo alemão, de seda, tem aspecto bastante liso, possui brilho intenso e é o mais caro dentre os tipos de veludo. 
O chamado veludo cristal, ou veludo molhado, é o produto sintético, com base em malha, o que lhe garante maciez e boa caída. Seu brilho característico lembra o veludo alemão. De tempos em tempos, ele é esquecido na moda, para depois reaparecer com força total. O veludo molhado tem brilho que lembra o veludo cristal, mas a sua superfície é irregular. A fibra desse material é prensada em várias direções, resultando em uma aparência cintilante, como se o veludo estivesse molhado.
O veludo lavrado ou dévoré é o tecido no qual a superfície coberta por fios aparados ocupa apenas determinadas zonas, formando desenhos em relevo sobre o fundo transparente obtido por corrosão. O tecido inicialmente é composto por dois grupos de fios fiados com fibras têxteis diferentes. A destruição pela ação de produtos químicos de um desses grupos é que revela o desenho.